# Justyna Melonowska
Justyna Melonowska (ur. 1976 w Gdyni) – polska myślicielka katolicka, filozofka, eseistka. Nauczyciel akademicki.

## Życiorys
W 1995 ukończyła Liceum Ogólnokształcące Sióstr Urszulanek Unii Rzymskiej we Wrocławiu. W latach 1995–2001 studiowała na Wydziale Psychologii Uniwersytetu Warszawskiego. Tytuł magistra psychologii uzyskała na podstawie pracy napisanej pod kierunkiem Jerzego Bobryka pt. Podstawowe pojęcia teologii systematycznej Paula Tillicha: męstwo bycia, lęk, uczestnictwo i Spotkanie w analizach teoretycznych i badaniach empirycznych. W latach 1999–2000 przebywała we Francji.
W latach 2004–2008 odbyła studia doktoranckie w Szkole Nauk Społecznych przy Instytucie Filozofii i Socjologii PAN. Uzyskała stopień doktora nauk humanistycznych w zakresie filozofii na podstawie rozprawy pt. Osob(n)a. Kobieta a personalizm Karola Wojtyły – Jana Pawła II. Doktryna i rewizja (promotor: Paweł Dybel). W roku 2011 podjęła pracę w Akademii Pedagogiki Specjalnej im. Marii Grzegorzewskiej w Warszawie na stanowisku adiunkta, gdzie pracuje do dziś.
W latach 2011–2017 publikowała i zabierała głos m.in. w Gazecie Wyborczej, Wysokich Obcasach. W roku 2016 była zgłoszona do tytułu Superbohaterki Czytelniczek „Wysokich Obcasów”. Była publicystką Więzi i związana była z Laboratorium „Więzi” oraz tzw. Kościołem otwartym. Zaangażowana w ruch szeroko rozumianego „katolickiego feminizmu” zajmowała pozycje umiarkowane. Konsekwentnie sprzeciwia się aborcji.
Z czasem zaczęła odrzucać wiele postulatów związanych z programem emancypacji płci i seksualności. Wskutek rozczarowania postawą intelektualną środowisk liberalnych w Kościele – w późniejszych pracach nazywać je będzie „Kościołem konsensualnym” i „Kościołem konformistycznym” – zerwała swoje z nimi stosunki ogłaszając w roku 2017 na łamach Więzi tekst pt. „Za wszystkim znaczy przeciw niczemu”.
W latach kolejnych rozwijając krytykę ideologii emancypacyjnych i rewidując własne wcześniejsze stanowisko przesuwała się na pozycje konserwatyzmu społecznego i tradycjonalizmu katolickiego. Dziś jest myślicielką i filozofką tradycjonalistyczną. Uczestniczy w staraniach o przywrócenie dostępu do tradycyjnej liturgii łacińskiej w Kościele katolickim. Prowadzi badania m.in. nad estetyką klasycznego rytu rzymskiego.
Zajmuje się filozofią walki oraz relacją między religią a walką, hermeneutyką filozoficzną (w tym egzegezą, stosuje alegorezę). Jej filozofia nosi silne piętno egzystencjalizmu filozoficznego. Melonowska dyskutuje też warunki trwania chrześcijaństwa uwzględniając swoje doświadczenia z okresu pro-emancypacyjnego.
Od roku 2017 współpracuje z Christianitas, od 2024 w składzie redakcji. Od 2020 roku jest felietonistką czasopisma Filozofuj!, w którym prowadzi autorską rubrykę „Potęga niesmaku”.
W roku 2020 była komentatorką (wespół z Karoliną Wigurą, Tomaszem Terlikowskim i Łukaszem Adamskim) w programie kulturalnym „Tego się nie wytnie” w TVP Kultura, mającym na celu powiązanie kultury wyższej z popularną oraz upowszechnianie kultury współczesnej.
W latach 2021–2023 prowadziła autorską audycję filozoficzno-literacką „Do dzieła!” w TVP Kultura. Audycja była nominowana do nagrody III Festiwalu Kultury Narodowej „Pamięć i Tożsamość” (22 lutego – 1 marca 2023) w kategoriach „Publicystyka kulturalno-historyczna” i „Romantyzm” (kategoria specjalna, nominowano odcinki „Do dzieła!” poświęcone Romantyzmowi).
Nagrywała rekomendacje książkowe dla TVP Kultura, w czym kierowała się podobnymi kryteriami doboru dzieł, jak w programie autorskim, tym samym znaczna ilość rekomendacji dotyczyła literatury filozoficznej i teologicznej z zakresu szeroko rozumianego kanonu.
W roku 2023 została jurorką Nagrody Identitas. W ramach swych obowiązków we wrześniu 2023 roku przeprowadziła dla nominowanych na wyspie Uløya w Arktyce warsztat z zaawansowanych metod hermeneutyki biblijnej. Owocem warsztatu jest tom monologów literackich „Bo oto minęła już zima”, wśród których jest również monolog „Córki Ewy” napisany przez Melonowską.
W latach 2020–2021 toczyło się postępowanie wyjaśniające przeciw Justynie Melonowskiej na podstawie doniesienia Wojciecha Dragana, który zarzucił jej homofobię na podstawie wpisu na Facebooku, w którym według Tomasza Witkowskiego nie było mowy o homoseksualizmie.
W 2025 habilitowała się na Katolickim Uniwersytecie Lubelskim.
Jest mężatką. Ma dwoje dzieci.

## Publikacje książkowe

### Monografie autorskie
- Osob(n)a. Kobieta a personalizm Karola Wojtyły – Jana Pawła II. Doktryna i rewizja, Difin, Warszawa 2016, ISBN 978-83-8085-178-8.
- „Ordo amoris, amor ordinis”. Emancypacja w konserwatyzmie, Wydawnictwo Akademii Pedagogiki Specjalnej, Warszawa 2018, ISBN 978-83-66010-06-2.
- Pisma machabejskie. Religia i walka, Fundacja Augusta hr. Cieszkowskiego, Warszawa 2020, ISBN 978-83-65787-50-7.
- Pisma jakubowe. Religia i walka,, Fundacja Augusta hr. Cieszkowskiego, Warszawa 2023, ISBN 978-83-65787-89-7.

### Monografie we współredakcji
- Friendship with the Other. Religions – Relations – Attitudes / Freundschaft mit der/dem Anderen : Religionen – Beziehungen – Einstellungen, red. E. Adamiak, M. Chrząstowska, M. Grzywacz, J. Melonowska, S. Sobkowiak, Wydawnictwo Poznańskiego Towarzystwa Przyjaciół Nauk, Poznań-Gniezno 2016 (Studia Europaea Gnesnensia – Monografie, t. 21), ISBN 978-83-7654-346-8.
- Pytanie o przyszłość chrześcijaństwa na Zachodzie, red. R. Piekarski, J. Melonowska, Uniwersytet im. Adama Mickiewicza, Wydział Teologiczny, Poznań 2019 (Biblioteka Filozofii Chrześcijańskiej, t. 11), ISBN 978-83-66399-17-4.